# Atzukak
Atzukak fou un grup musical d'Ontinyent que publicà l'any 1999 un primer CD batejat amb el nom del grup. Influenciats per elements de la música tradicional (fan servir la dolçaina) i moderns (l'ska), van incloure al seu primer àlbum una curiosa versió de "La gallineta" de Lluís Llach.
Aquest mateix any el grup és elegit guanyador amb el primer premi del concurs Promocions 99 del programa A la Nostra Marxa de Ràdio Nova i actua al Festival organitzat a la Sala Quatre de València amb els altres dos grups premiats.
A l'any 2003 editen el seu segon disc "Gatzara" en el seu propi segell Cul de rock. Aquest treball resulta més madur i menys dispers que l'anterior, però mantenint el to directe i crític de les lletres. L'any 2008 enregistren un nou disc "A l'atzar" que publiquen també amb el seu propi segell i que els acosta més als ritmes llatins.
El 2019 van fer un últim concert a Ontinyent, després d'haver enregistrat quatre CD.

## Discografia
- Atzukak (1999)
- Gatzara (2003)
- A l'atzar (2008)
- Els colors del roig (2013)